# 末延景子
末延景子（日语：すえのぶけいこ，1979年3月23日—），是日本漫畫家。福岡縣北九州市出身。筑波大学藝術専門學群美術専攻雕塑系畢業。目前活躍於講談社所發行的『別冊FRIEND』。主要以「欺凌」作為故事主題來著筆。

## 獲獎作品
- 2006年《Life ~人生~》獲第30回 講談社漫畫賞少女部門獎

## 漫畫作品
★改編成電視劇
- 《愛的維他命（日语：ビタミン (漫画)）》（2001年、全1冊） - 最初連載作品
- 《快樂的明天（日语：ハッピー・トゥモロー）》（2003年、全1冊）
- 《Life ~人生~》（ライフ、2002年 - 2009年、全20冊）★ - 連載於『別冊FRIEND』2002年5月号至2009年3月号
- 《Limit 界限》（リミット、2009年 - 2011年、全6冊）★ - 連載於『別冊FRIEND』2009年11月号至2011年10月号
- 《HOPE》（2013年-2015年、既刊5巻）
- 《Life2》（2016年-連載中、月刊アフタヌーン）